# 바운스 (음악 그룹)
바운스(Bounce)는 YG 엔터테인먼트에 소속되었던 대한민국의 전 음악 그룹이다. YG 엔터테인먼트의 대표이사인 양현석과 싸이가 공동투자한 그룹으로 알려져 있다. 이들의 데뷔앨범인 《Bounce》에는 공동투자자인 싸이와 조PD가 지원사격한 바 있다.
2004년 처음 발매된 앨범이였던 1집《Bounce》는 화제를 불러온 참여진과는 다르게 저조한 성적으로 실패를 한 이후, 결국 얼마 안 되어, 해체를 했으며, 지금은 멤버들 모두 개별 활동을 하고 있는 상태이다. 강진우는 디베이스 출신 송지훈과 덤앤더머라는 프로듀싱 팀을 결성하여, 작곡가로 활동 중이며, 김우근은 YG 엔터테인먼트에 남아, 무가당의 멤버로 활동했으며, 현재 소속사에서 탈퇴한 뒤 파이어스 (PIUS)라는 예명으로 개인활동을 지속하고 있다.